# Eddy e la banda del sole luminoso
Eddy e la banda del sole luminoso (Rock-a-Doodle) è un film d'animazione del 1991 diretto da Don Bluth e Dan Kuenster. La storia è in parte ispirata ad Elvis Presley; infatti il costume del gallo che si vede in una scena del film è simile a quelli indossati dal cantante statunitense, mentre il soprannome è "The King". Chanticleer è invece il nome del gallo protagonista di uno de I racconti di Canterbury. Anche il gallo presente nel Roman de Renart, amico della volpe protagonista, porta un nome simile: Chanteclair.
Le canzoni nel doppiaggio italiano sono cantate da Bobby Solo e Rossana Casale.

## Trama
Chanticleer è un giovane e fiero gallo, il cui canto risveglia il sole ogni mattina. Un giorno, il gallo viene sfidato da un suo simile, inviato dal crudele Gran Gufo (Duca delle creature della notte). Chanticleer vince la sfida, ma nella foga si dimentica di cantare e tutta la fattoria osserva il sole sorgere senza aiuti, per via di un segreto inganno del malvagio gufo. Chanticleer viene quindi bandito dai suoi vecchi amici, e di conseguenza il sole inizia a non sorgere più, sostituito da una perenne tempesta sulle cui ali giungono le creature del Gran Gufo.
La storia si rivela essere, apparentemente, una favola, che il piccolo Eddy sta ascoltando dalla madre. A un certo punto, appare un uragano che minaccia di distruggere la fattoria della famiglia; quando la donna esce ad aiutare gli altri familiari, Eddy invoca il ritorno di Chanticleer, ma compare invece il maligno Gran Gufo che, irato dalla sua interferenza, sfrutta il suo magico soffio per trasformare il bimbo in un gattino animato.
Eddy parte così per la città nella sua scatola dei giocattoli che usa come barca per via dell'inondazione provocata dalla pioggia, insieme ai vecchi compagni di Chanticleer che erano sopraggiunti subito dopo che il Gran Gufo se ne era andato, pentiti per averlo cacciato e ora intenti a farlo tornare. Giunti in città dopo un attacco dei seguaci del Gran Gufo guidati da suo nipote Strazio, i protagonisti devono affrontare molte difficoltà per riuscire a trovare Chanticleer, anche perché lui non appare in nessun elenco telefonico della città. Alla fine, il gruppo trova per puro caso la sua immagine su una discoteca che lo dipinge come "il Re", una celebrità della musica rock. Il proprietario del locale, Pinky, è una volpe grassa ma molto astuta fissata con il golf, e si rivela anche un alleato del Gran Gufo, che lo tiene in pugno nascondendogli i messaggi dei suoi amici che gli chiedono di tornare da loro e facendolo avvicinare da una delle sue coriste, una fagianella di nome Goldie Pheasant, che lo ammalia al punto da fargli innamorare di lei.
Anche Goldie diventa presto attratta da Chanticleer e capisce le vere intenzioni di Pinky quando questi cattura Eddy e gli altri mentre cercano di consegnare una lettera a Chanticleer. Nel frattempo, il Gran Gufo e il suo gruppo inseguono gli animali della fattoria a casa di Eddy, dove usano continuamente una torcia per allontanarli finché le batterie si consumano. Goldie confessa a Chanticleer che i suoi amici erano venuti a vederlo, ma Pinky ricatta Chanticleer per partecipare al suo spettacolo se vuole rivedere i suoi amici. Strazio libera inavvertitamente Eddy e gli altri, i quali aiutano Chanticleer e Goldie a fuggire a bordo di un elicottero, che usano per tornare alla fattoria.
Dopo che le batterie si sono esaurite, gli abitanti della fattoria vengono quasi divorati dal Gran Gufo e dai suoi servi, ma questi vengono allontanati dai riflettori dell'elicottero. Eddy e gli altri cercano di far cantare Chanticleer, che però è troppo abbattuto per farlo. Il Gran Gufo schernisce Chanticleer e cerca di ucciderlo, ma Eddy inizia a gridare il nome di Chanticleer nella speranza di far rivivere il suo spirito, spingendo il Gran Gufo a strangolarlo fino a quando non perde conoscenza. Impressionati dal coraggio di Eddy, gli altri animali iniziano a gridare a loro volta il nome di Chanticleer, spingendo il Gran Gufo a trasformarsi in un tornado. Chanticleer riacquista finalmente la sua sicurezza e canta abbastanza forte da sollevare il sole, la cui luce colpisce il Gran Gufo riducendolo in una innocua versione in miniatura di se stesso, che viene poi inseguito da Strazio. Le inondazioni iniziano a placarsi, mentre Eddy si ritrasforma in un essere umano e si risveglia nel mondo reale, dove il sole splende fuori e le inondazioni sono finite. Sua madre presume che le sue avventure fossero solo un sogno, ma Eddy raccoglie il libro di Chanticleer e lo ringrazia per essere tornato, prima di essere trasportato magicamente nel mondo di Chanticleer, dove vede il gallo cantare per far splendere il sole.

## Personaggi
- Eddy: il protagonista del film, è un bambino di 10 anni che viene trasformato in un gatto animato e antropomorfo dal terribile Gran Gufo per essere mangiato e impedirgli di andare a cercare Chanticleer, ma Patou lo salva e i due, insieme a Spillo e Piperita, vanno in città a cercare Chanticleer. Verso la fine della storia, Eddy impara a vincere le proprie paure e ritorna bambino.
- Chanticleer: il secondo protagonista del film, è il gallo cantante della fattoria dall'ugola d'oro, ma dopo aver visto il sole sorgere anche senza il suo canto (in realtà, un incantesimo del Gran Gufo), si allontana dalla fattoria, ormai considerato un impostore, e va a vivere in città, dove diventa una vera e propria star, simile a Elvis Presley, dove tutti lo chiamano "Il Re". S'innamorerà della bella corista Goldie e, grazie al sostegno dei suoi amici, che si pentono di averlo scacciato, capirà qual è il suo posto nella vita.
- Gran Gufo: l'antagonista principale del film. È l'infido granduca dei gufi (in originale viene chiamato solo Grand Duke of Owls), pomposo, raffinato e amante del buio, per questo cerca di liberarsi di Chanticleer. Pare essere una sorta di mago, potendo usufruire di poteri magici tramite il suo soffio. Alla fine viene colpito dalla magica luce di sole del chicchirichìo di Chanticleer che lo fece diventare nella versione in miniatura e suo nipote Strazio, stufo della malvagità, lo insegue, annientandolo.
- Patou: un cane buono e saggio che vuole imparare ad allacciarsi le scarpe. Funge spesso da supporto per Eddy, data la sua esperienza. È anche il narratore della storia.
- Spillo: una gazza ladra. È un gran chiacchierone, simpatico, goloso (soprattutto di lasagne), claustrofobico e un po' maschilista. Desidera molto andare in città, ed è per questo che parte per la missione di recupero di Chanticleer. Ha un pessimo rapporto con Piperita.
- Piperita: una topolina. È intelligente, dinamica, estroversa, porta gli occhiali e ha la erre troppo moscia, di cui è molto orgogliosa. Ha un pessimo rapporto con Spillo ed è molto legata a Eddy e Patou.
- Strazio (Hunch): il nipotino del Gran Gufo. Dovrebbe essere un antagonista della storia, ma è talmente goffo e stupido da essere considerato un personaggio comico (lo stesso Patou dice che "più che malvagio è imbecille"). Fa sempre infuriare il Gran Gufo; soprattutto quando lo chiama confidenzialmente "zio" al posto di "duca", come vorrebbe invece appunto il Gran Gufo; tanto che quest'ultimo si domanda se "uccidere suo nipote sia un delitto o un'opera buona". È fissato con le parole che finiscono in -azione (anticipazione, eliminazione, ecc...).
- Pinky: il secondo antagonista della storia. È una volpe molto grassa ed è il manager di Chanticleer, ma in realtà è un alleato del Gran Gufo e usa il gallo per fare soldi.
- Goldie Pheasant: una bellissima fagianella. Lavora per Pinky come corista, ma si considera troppo brava per il coro. S'innamorerà di Chanticleer e lo aiuterà a salvare i suoi amici da Pinky.

## Colonna sonora

### Tracce
1. Sorgerai – 2:15
2. Voglio tornare da te – 2:23
3. I buttafuori – 0:36
4. La febbre del tesoro – 2:04
5. Tubiamo insieme – 0:19
6. Picnic dei gufi – 0:45
7. Odiamo il sole – 2:03
8. Rock a doodoodle – 2:08
9. Trullalì
10. Nuota o affonda
11. Dai che torniamo
12. Slaccia i lacci

## Produzione
Per evitare problemi di censura, Bluth ha modificato una scena in cui il Gran Gufo cucina una torta con dentro una puzzola (la puzzola non è visibile nella versione finale e si vede solo la torta chiusa), e gli animatori hanno dovuto sostituire il bicchiere di vino di Chanticleer con una tazza trasparente di soda in una sequenza, e hanno dovuto disegnare effetti colorati nel respiro del Gran Gufo per renderlo meno spaventoso per il pubblico giovane. Anche il pubblico delle prime proiezioni si è sentito confuso dalla narrazione, quindi i realizzatori hanno deciso di includere la narrazione raccontata dal personaggio del cane, Patou. La troupe, a causa di questi cambiamenti, ha dovuto fare gli straordinari per finire il film per il Giorno del Ringraziamento del 1990.

## Distribuzione
Il film ha debuttato nel Regno Unito il 2 agosto 1991, in Irlanda il 23 agosto dello stesso anno, negli Stati Uniti il 3 aprile 1992 e in Italia verso la fine del 1993.

## Accoglienza

### Incassi
Al cinema, gli incassi furono bassi: $ 2.603.286 nel primo fine settimana, terminando con un totale di 11 milioni di dollari a fronte di un budget di 18 milioni di dollari. I Sullivan Bluth Studios, nati dalla Don Bluth Productions e dal Don Bluth Group, andarono presto in bancarotta e vennero liquidati definitivamente nel 1995, dopo un ulteriore cambio di ragione sociale in Don Bluth Entertainment.

### Critica
Il film ebbe critiche negative, in particolare per la sceneggiatura e la regia poco curate. L'aggregatore di recensioni Rotten Tomatoes ha riportato il 20% di recensioni professionali positive in base a 15 recensioni con un punteggio medio di 4/10. Nel 2011, Total Film lo ha classificato come 24° tra i 50 peggiori film per bambini mai realizzati.